# Vidas Mikalauskas
Vidas Mikalauskas (ur. 10 sierpnia 1955 w Krakopolu) – litewski polityk. Poseł na Sejm Republiki Litewskiej.
W 1973 roku ukończył szkołę średnią w Simnie. W 1978 roku ukończył Wileński Instytut Pedagogiczny i zdobył dyplom z geografii i wychowania fizycznego.
W latach 1978–1979 pracował jako nauczyciel geografii w szkole średniej w Mejszagole. W latach 1979–1983 pracował jako nauczyciel wychowania fizycznego w szkole średniej w Marcinkańcach. Od 1983 do 1986 roku i od 1996 do 1997 pracował jako trener w szkole sportowej w Oranach. W latach 1986–1987 był przewodniczącym związku sportowego Niemen. Od 1987 do 1996 pracował jako przewodniczący sektora sportowego Komitetu Kultury Fizycznej i Sportu w rejonie orańskim. W 1995 szkolił litewski młodzieżowy klub sportowy. Od 1991 do 2004 był szefem klubu rzemieślniczego Varna Ula.
29 czerwca został wybrany z ramienia Litewskiej Partii Socjaldemokratycznej w wyborach uzupełniających do Sejmu, które przeprowadzono 7 i 21 czerwca 2015. Zastąpił Algisa Kašetę.